# Pat Hannigan
Patrick Edward Hannigan (Timmins, 5 marzo 1936 – Welland, 11 dicembre 2007) è stato un hockeista su ghiaccio canadese che nel corso della carriera ha giocato in National Hockey League. Anche i fratelli maggiori Gord e Ray giocarono in NHL.

## Carriera
Hannigan seguì l'orma dei fratelli e iniziò a giocare a hockey a livello giovanile per tre anni con i St. Michael's Majors nella Ontario Hockey Association. Nel 1956 fece il proprio esordio fra i professionisti andando a giocare per le tre stagioni successive in Western Hockey League, per poi essere promosso in American Hockey League con la maglia dei Rochester Americans, il principale farm team dei Toronto Maple Leafs. Nella stagione 1959-60 Hennigan riuscì ad esordire in NHL giocando una sola partita con i Leafs.
Nel novembre del 1960 cambiò squadra passando ai New York Rangers, giocando da titolare per i due anni successivi prima di essere prestato al farm team dei Baltimore Clippers nella stagione 1962-1963. Dopo un breve ritorno in WHL Hannigan nel dicembre del 1963 entrò a far parte dell'organizzazione dei Chicago Blackhawks, senza però mai trovare spazio in NHL. Con i Buffalo Bisons nella stagione 1964-65 fu autore di 92 punti in 72 partite di stagione regolare e fu inserito nel First All-Star Team della lega.
Nell'estate del 1967, rimasto senza contratto, Hannigan fu scelto durante l'NHL Expansion Draft dai Philadelphia Flyers, una delle sei nuove franchigie iscritte alla National Hockey League. Dopo una stagione e mezza trascorse in NHL e un altro periodo con i Buffalo Bisons Hannigan ritornò ancora una volta in WHL presso i Vancouver Canucks. Concluse la carriera da giocatore un anno più tardi dopo essere passato ai Phoenix Roadrunners.
Alcuni anni dopo il suo ritiro Hannigan ritornò in NHL come commentatore televisivo per le partite dei Buffalo Sabres. Ritornato in patria si trasferì a Fort Erie dedicandosi a opere di beneficenza; si spense nel 2007 a 71 anni di età.

## Palmarès

### Individuale
- WHL Coast Division First All-Star Team: 1

1958-1959
- AHL First All-Star Team: 1

1964-1965